# Charles Sauger
Charles Sauger (parfois orthographié Saugère), né le 2 juillet 1826 à Dijon et mort le 7 novembre 1904 à Dole, est un architecte français qui a bâti essentiellement à Dijon

## Biographie
Il est né à Dijon sous le nom de Charles Laurot, fils de Jeanne Laurot, ouvrière célibataire demeurant dans la même ville. Il sera reconnu et légitimé lors du mariage de sa mère avec l'entrepreneur charpentier Charles Nicolas Saugère, le 10 septembre 1839. Il est mentionné comme architecte lorsqu'il épouse une lingère Marguerite Amélie Bergez, le 9 avril 1853 à Dijon . Il est mentionné comme rentier lors de son décès à son domicile, situé au 20 rue Dusillet (actuelle rue Marcel Aymé) à Dole.

## Le Cirque-Théâtre d'été
Charles Sauger fait l'acquisition en 1867 d'un terrain situé au 2 Cours du Parc à Dijon. Il y construira le Cirque-Théâtre d'été, inauguré le 26 juin 1870 et dont il sera le propriétaire-gérant. Grâce à sa réalisation, il est décrit par Philibert Milsand (1818-1892) comme "un architecte de talent". Destiné initialement aux représentations équestres, fermé en partie pendant l'occupation prussienne, il sera converti en salle de spectacle lors de sa réouverture.
L'ensemble comprenait : 
- Une rotonde servant de cirque ou salle de bals, construite en pierres, briques et bois.
- Un théâtre construit en pierres, briques et couvert en ardoise.
- Un casino construit en pierres, briques, couvert en ardoise et avec un jardin anglais.

Malheureusement, le 28 novembre 1873, les biens de Charles Sauger sont saisis puis vendus aux enchères. Le Cirque-Théâtre d'été sera alors exploité jusqu'en 1877, passant entre les mains de deux propriétaires avant la destruction par le troisième en 1878. Seul subsiste aujourd'hui l'ancien Casino, reconverti en Villa, le Cirque-Théâtre étant devenu l'école privée Saint-Pierre.
Gaston Gérard évoquera dans son livre "Le miroir du coin et du temps" que l'établissement "fut unanimement regretté par la population".

## Œuvres

### Dijon
- Immeuble de style  haussmannien situé  à l'angle de la rue du Bourg et de la rue Piron en 1864[7].
- Immeuble de style haussmannien situé à l'angle de la rue Vaillant et de la rue Lamonnoye en 1865[8].
- Cirque-Théâtre d'été, située au 4 bis cours Général-de-Gaulle, entre 1867 et 1869[9].
- Les grilles de la demi-lune de l'entrée des allées du parc, lors du réaménagement en 1868[10].
- Groupe scolaire Mauchaussé avec les architectes Ludovic Allaire et Paul Deshérault, situé aux 5-7 boulevard de Sévigné ; 1-3 rue Bossack, 10-12 rue du Docteur-Chaussier et 8 rue Mariotte entre 1879 et 1893[11].

## Galerie

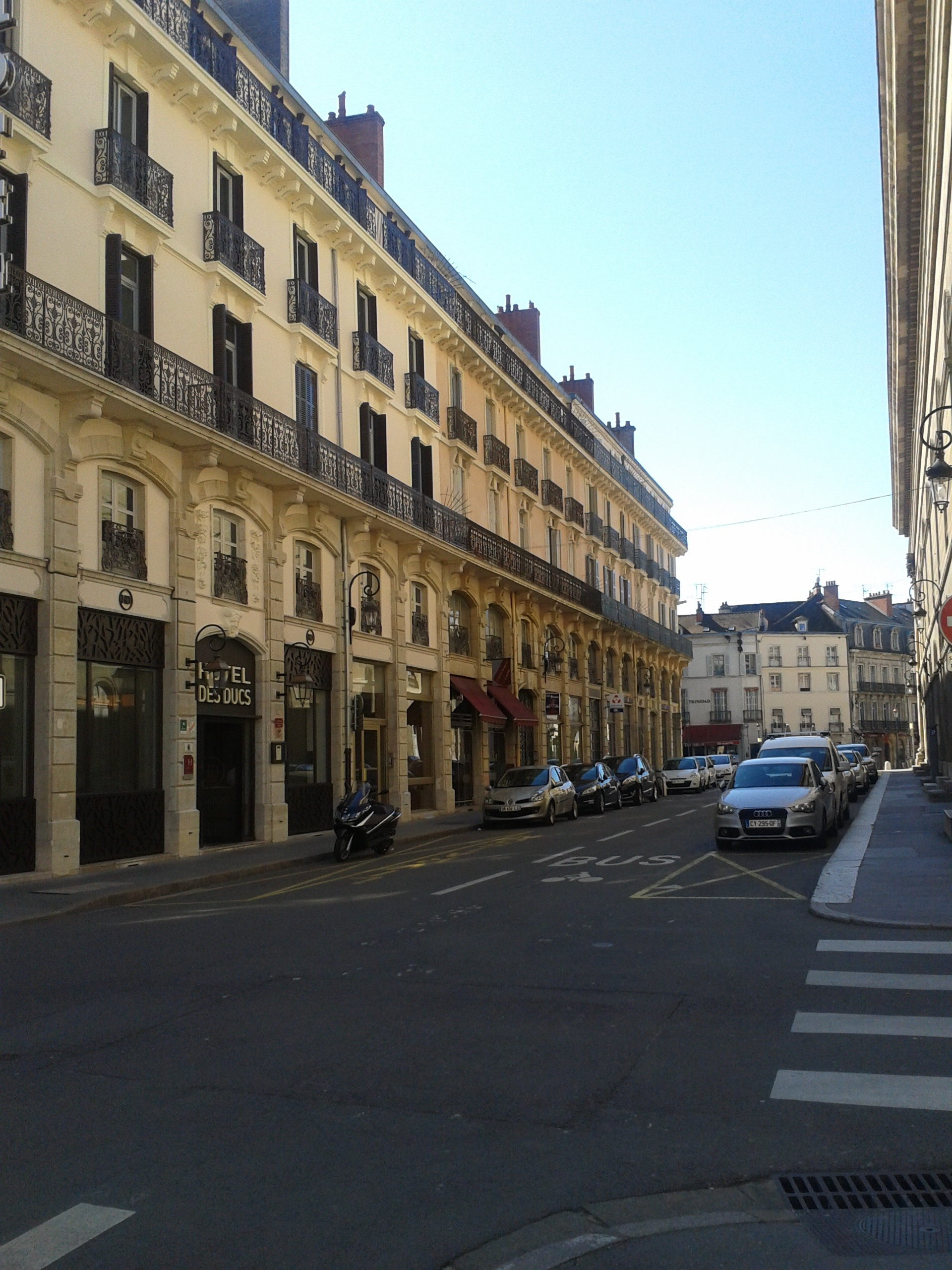
Immeuble à l'angle de la rue Vaillant et de la rue Lamonnoye
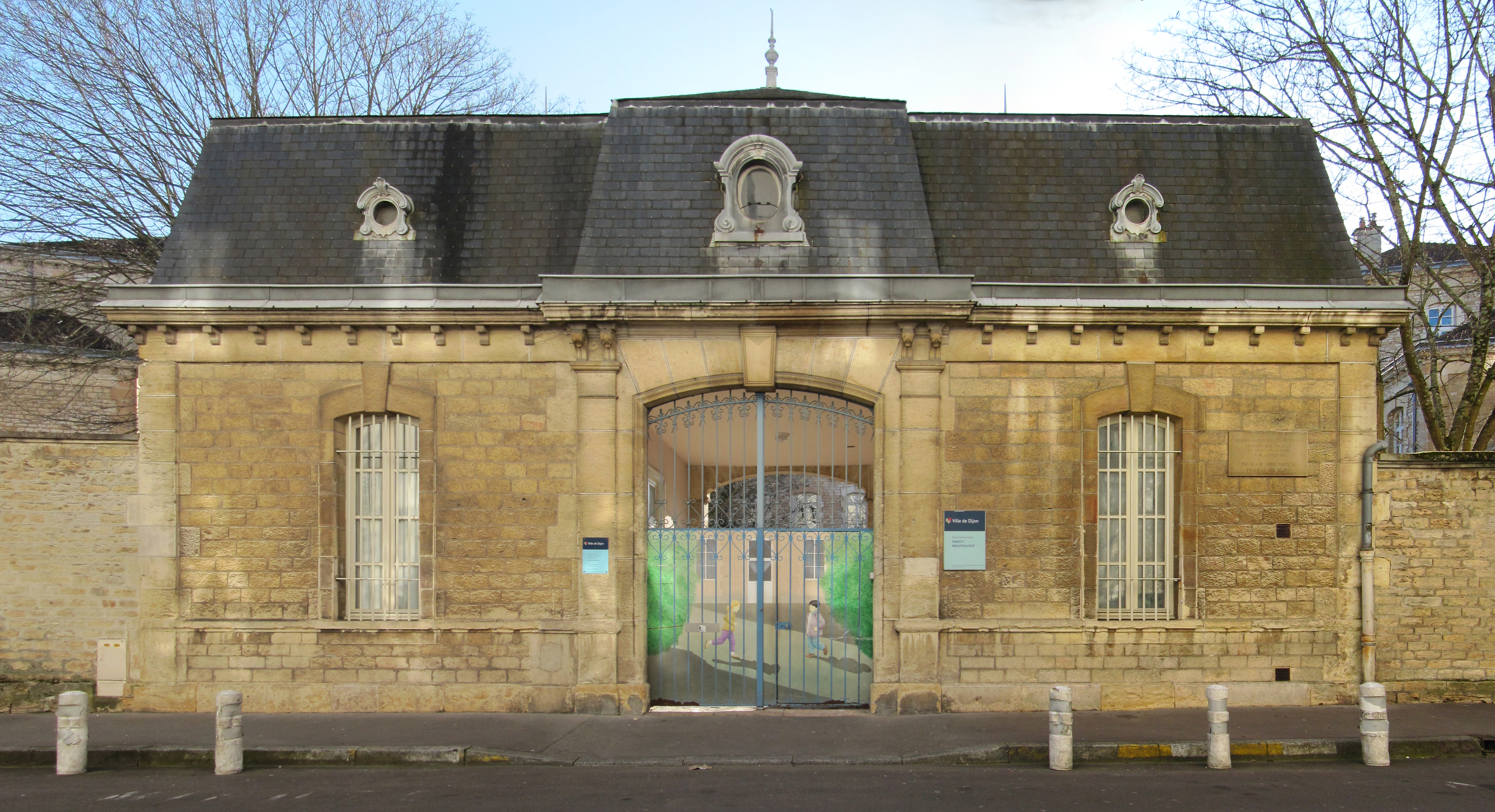
Groupe scolaire Mauchaussé